# Abdeen-Palast

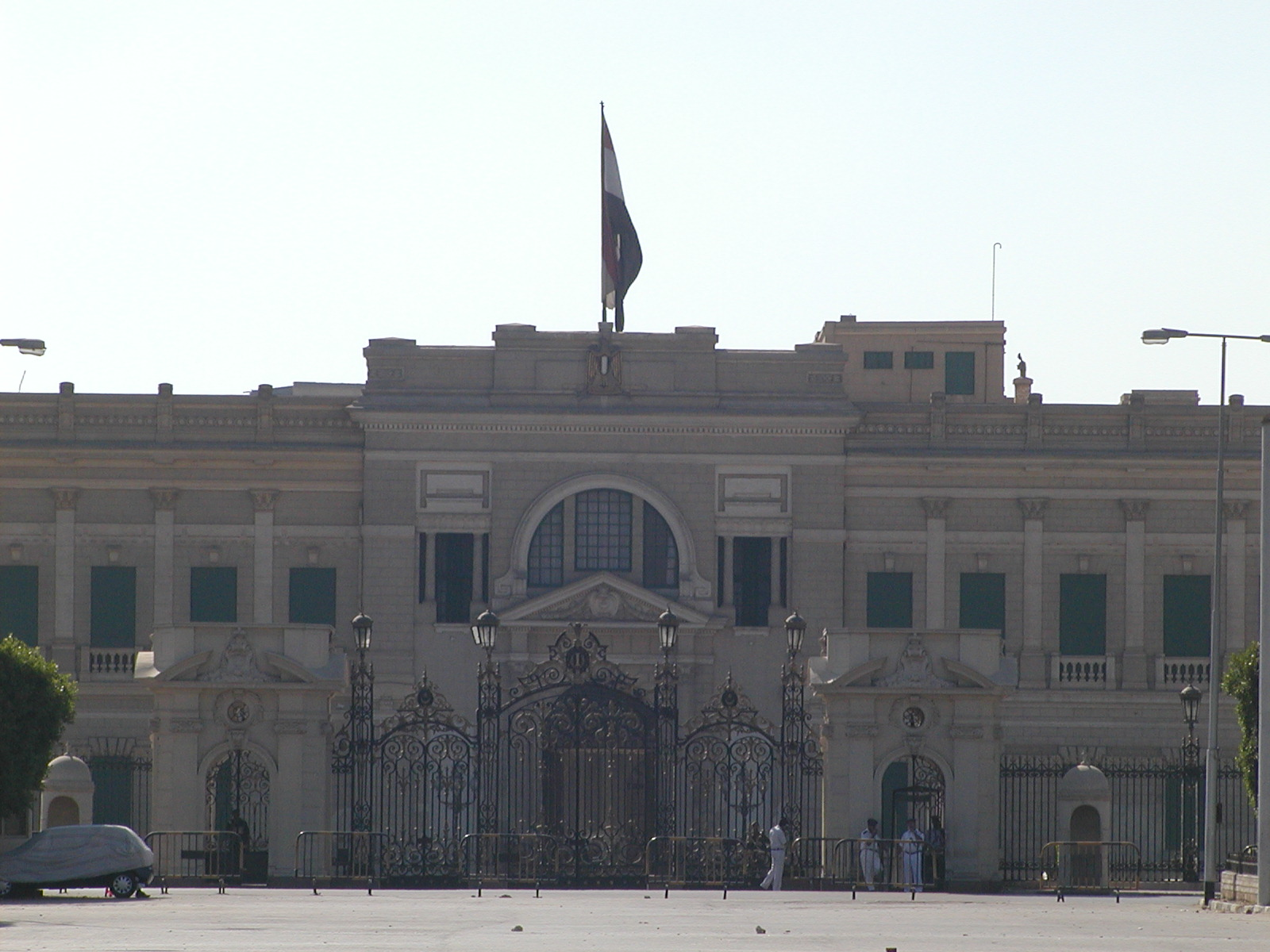
Haupteingang des Abdeen-Palastes

Der Abdeen-Palast (auch als Qasr Abdeen oder arabisch قصر عابدين, DMG Qaṣr al-ʿĀbidīn bezeichnet; deutsch auch Abdin-Palast) ist eine der offiziellen Residenzen des Präsidenten von Ägypten. Er befindet sich im Distrikt Abdeen in der Innenstadt von Kairo.
Der Palast wurde 1863 von Ismail Pascha in Auftrag gegeben und im Jahre 1873 bezogen. Unter König Fu'ād I. wurde der Palast zum offiziellen Sitz der Regierung und zum Schauplatz staatlicher Anlässe und Zeremonien. Er blieb Regierungssitz bis zum Jahre 1952. Seit dem Beginn des 20. Jahrhunderts ist im Erdgeschoss ein Museum eingerichtet, in dem wertvolle Stücke aus den Besitztümern der letzten ägyptischen Könige und Präsidenten ausgestellt sind.

## Geschichte

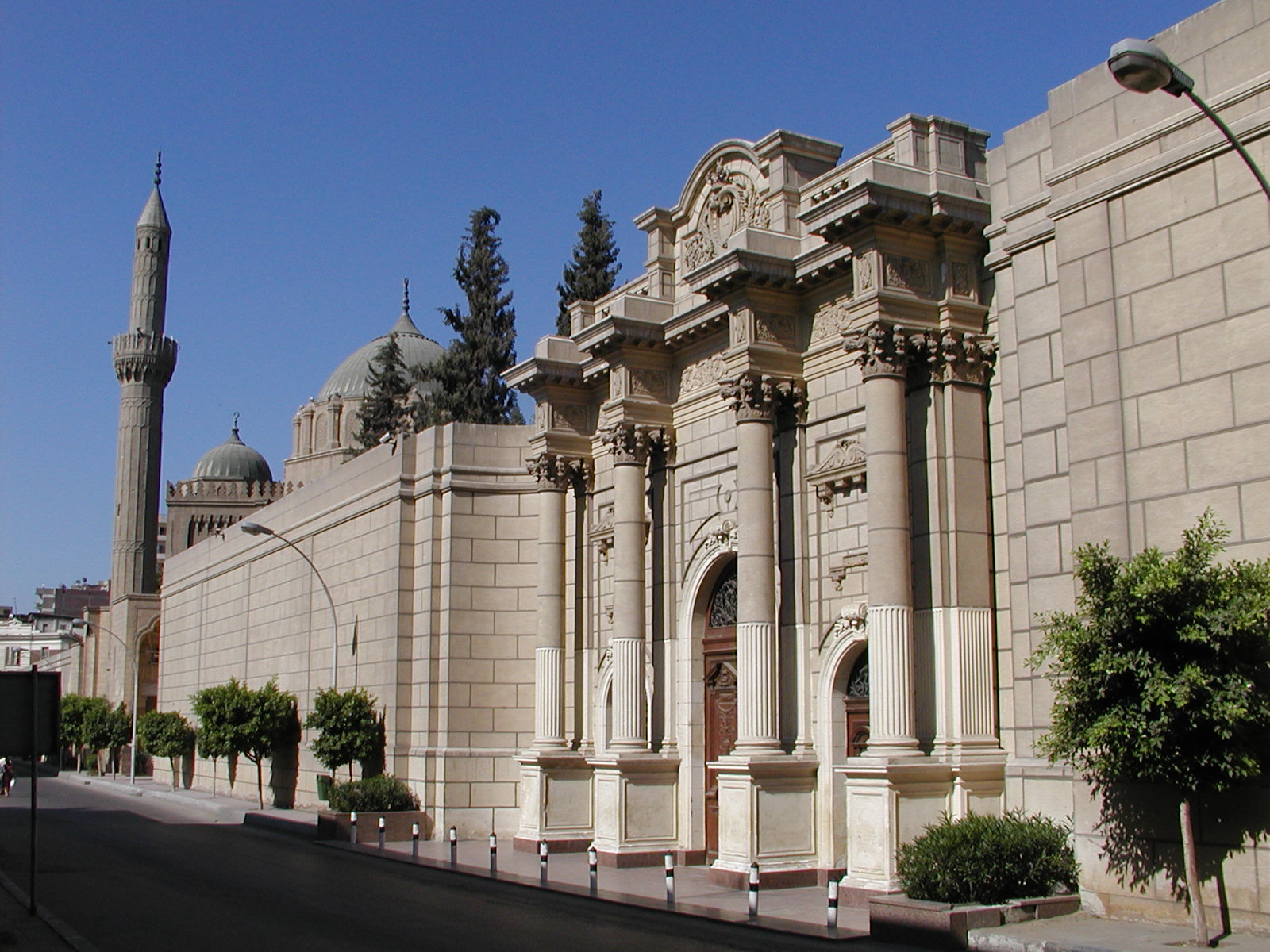
Hintereingang des Palastes

Nachdem Ismail Pascha im Jahre 1863 an die Macht gekommen war, begann er damit, Kairo in eine moderne Stadt umzuformen und sie um einen neuen Regierungspalast zu bereichern. Noch im selben Jahr begann die Errichtung des Palastes, die insgesamt 10 Jahre dauerte. Der Palast wurde auf einem Gelände errichtet, das ursprünglich einem Militärangehörigen namens Abdeen Bey gehörte und dem der Prachtbau und der heutige Distrikt in Kairo seinen Namen verdankt. Ismail ließ die Gebäude auf dem Gelände abreißen, um den heutigen Palast darauf zu errichten.
Konzipiert wurde der Palast von dem französischen Architekten Leon Rousseau auf einer Fläche von 24 Feddan (etwa 10 ha). Unterstützung erhielt der Architekt von einer großen Anzahl ägyptischer, italienischer, französischer und türkischer Ausstatter. Die Kosten für den Bau des Palastes beliefen sich auf 700.000 Ägyptische Pfund, wobei weitere 2.000.000 £ in seine Einrichtung investiert wurden. Auch die folgenden Herrscher mussten nicht zu unterschätzende Investitionen für Änderungen, Erhaltung und Pflege des Palastes aufbringen. Die offizielle Einweihung fand im Jahre 1874 statt.
Während der Regierungszeit von König Fu'ād I. löste der Prachtbau die Zitadelle von Kairo als Mittelpunkt des königlichen Hofes ab, die seit dem Mittelalter das Zentrum der ägyptischen Regierung gewesen war. Im Jahre 1891 brach ein großes Feuer im Palast aus, während die königliche Familie den Sommer im Ras-El-Tin-Palast in Alexandria verbrachte. Der Brand zerstörte den Haramlek-Flügel und das Quartier der königlichen Wachen. Die Restaurierung des Palastes ließ jedoch auf sich warten. Erst als im Jahr 1907 Antonio Lasciac zum Chefarchitekten der königlichen Paläste ernannt wurde, begannen die Planungen, den Palast in seinen ursprünglichen Zustand wiederherzustellen. Diese wurden im Jahre 1909 begonnen und zogen sich bis in das Jahr 1911 hin. In dieser Zeit wurden auch die unteren Räume zu einem Museum umgebaut. Im Jahre 1921 ergänzte Fu'ād I. das Anwesen um einen Garten, den er auf einer Fläche von 20 Feddan (etwa 8,4 ha) anlegen ließ.

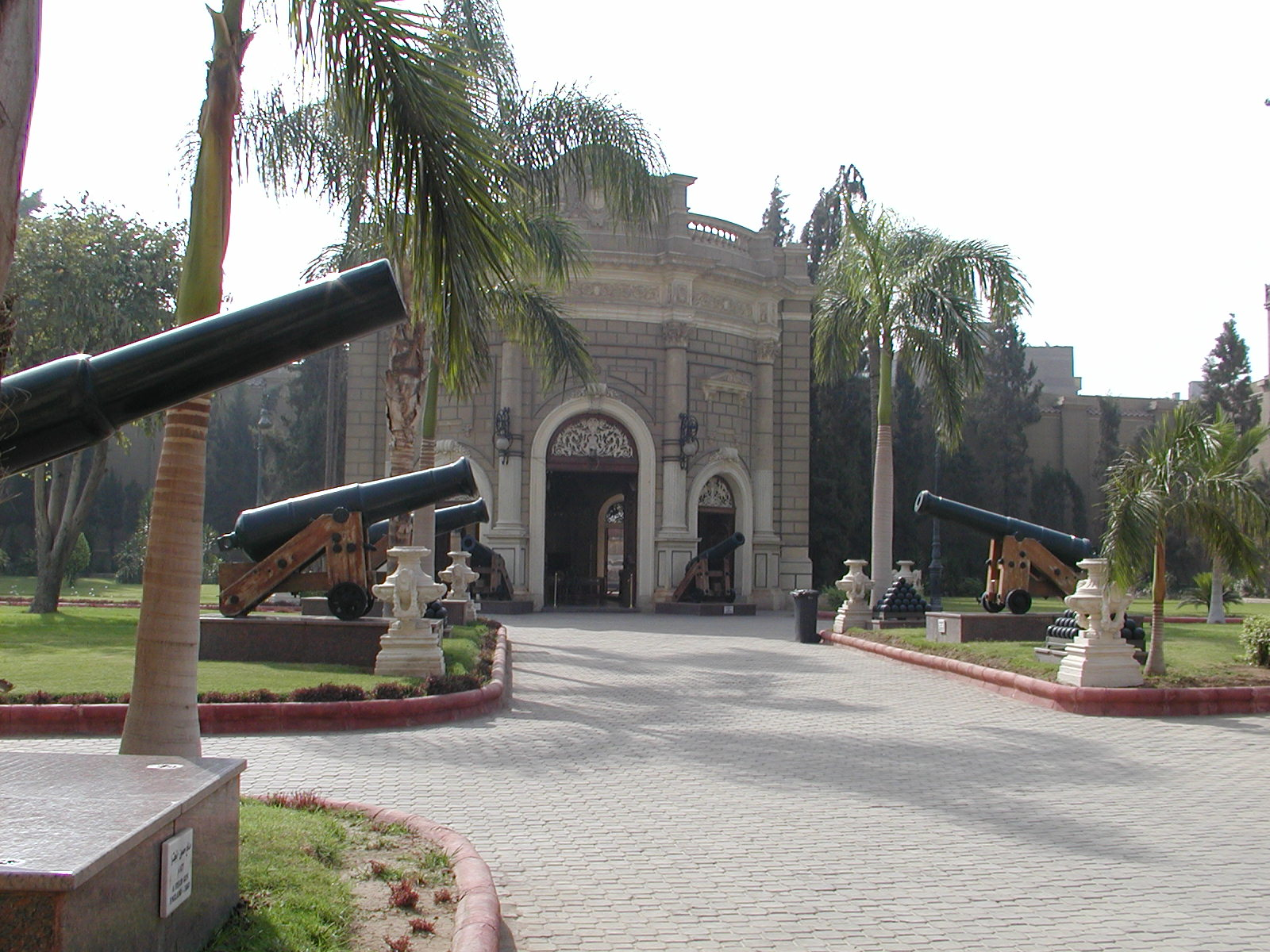
Blick vom Garten zum Eingang des Abdeen-Palastes

1938 war der Palast sodann Schauplatz der Hochzeit von König Faruq I. mit Nariman Sadiq. Im selben Jahr wurde in diesen Gemäuern zudem die königliche Hochzeit von Prinzessin Fausia von Ägypten, der Schwester von König Faruq, mit dem damaligen iranischen Kronprinzen und späteren König von Persien Mohammad Reza Pahlavi abgehalten. Im Jahr 1942 fiel der Palast auf Befehl von Miles Lampson unter die Belagerung der britischen Truppen. Am 23. Juli 1952 kam es im Zuge der ägyptischen Revolution zu einer Belagerung des Palastes durch die ägyptische Armee, infolge derer König Faruq, der zu dieser Zeit in Alexandria residierte, abdanken und den Gang ins Exil antreten musste. Mit dem Ende der Monarchie verlor der Palast schließlich seine Aufgabe als Regierungssitz.
In der Folgezeit verkam der Palast, bis Präsident Sadat die Restauration und die Renovierung beauftragte. Präsident Mubarak ordnete schließlich die Modernisierung des Palastes an, die sich aufgrund der Beschädigungen verzögerten, die ein starkes Erdbeben im Jahre 1992 verursachte. Die Neueröffnung des Palastes fand am 17. Oktober 1998 statt.

## Ausstattung
Der Abdeen-Palast kann aufgrund seiner Verzierungen, seiner Gemälde und seiner Ausstattung (die durch eine große Anzahl von Uhren besticht, die sich in den Stuben und Flügeln des Palastes verteilen und von denen die meisten mit reinem Gold verziert sind) zu den prächtigsten Palästen der Welt gezählt werden.

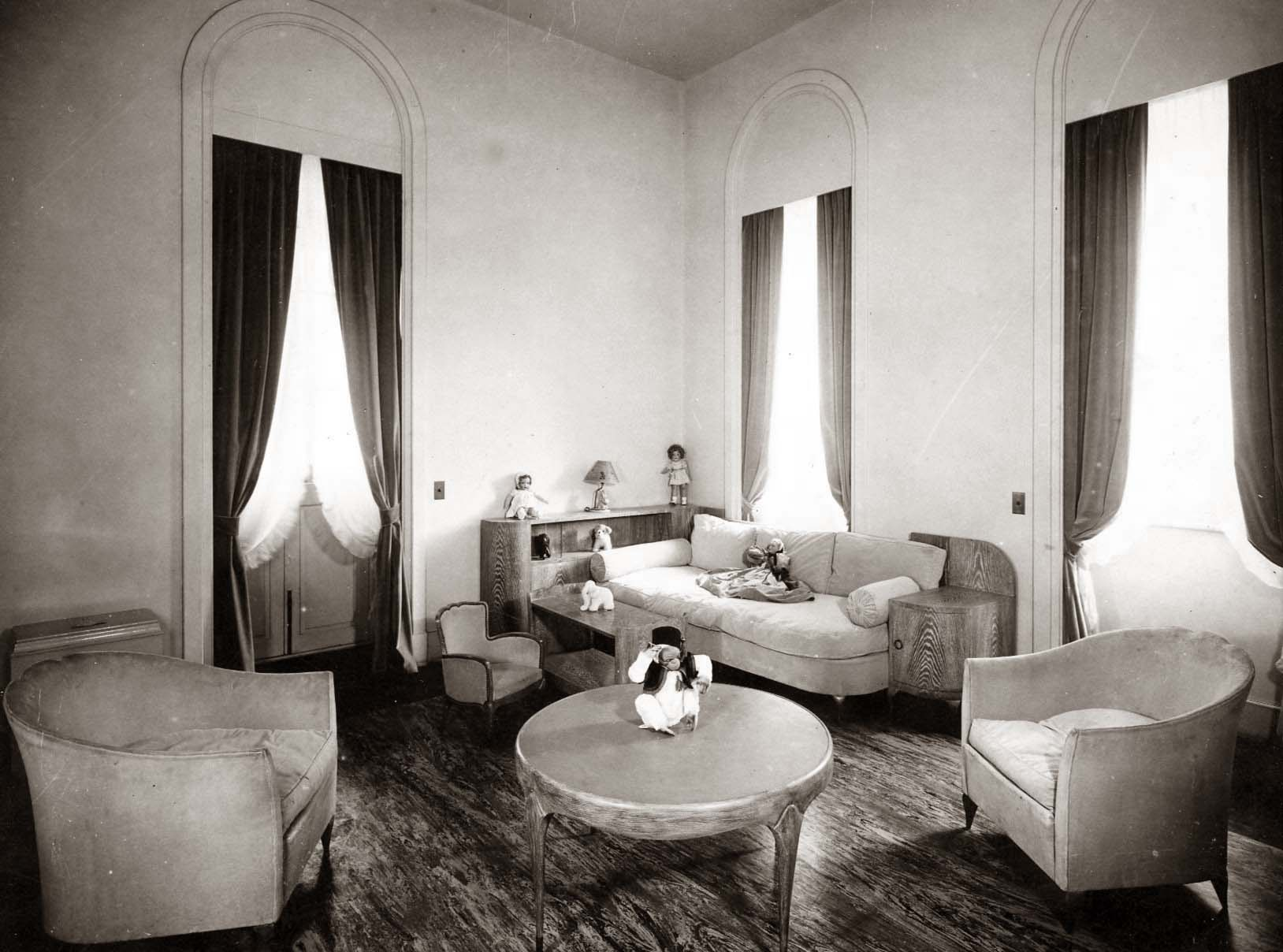
Suite von Prinz Ferial

Der Palast wurde in einem neoklassischen französisch inspirierten Stil konzipiert. Er besteht aus zwei Etagen. Das Obergeschoss enthält sowohl die Salamlek (die Empfangs- und Repräsentationsräume), als auch die Haramlek (Familienquartiere), was der traditionellen Trennung dieser beiden Unterkünfte in verschiedene Gebäude widersprach. Im Erdgeschoss befanden sich die verschiedenen Räume des Dienstpersonals, die Quartiere der Wachen, die Lagerräume und ähnliches. Der Palast umfasst insgesamt 500 Zimmer.

### Salamlek-Flügel
Im Salamlek-Flügel befindet sich der Thronsaal, der größte und am reichsten dekorierte Teil des Palastes. Die daneben liegende Konferenzhalle war regelmäßigen Konsultationen verschiedener Räte und offiziellen Sitzungen vorbehalten. Die Halle verfügt über einen großen ovalen Tisch in der Mitte mit Sitzgelegenheit für rund zwanzig Personen.
Die verschiedenen in unterschiedlichen Farben gehaltenen Salons sind, wie die der Thronsaal, mit Marmorkaminen ausgestattet. Der Grüne Salon wurde im Stil Louis-seize gestaltet. Er war einst, wie auch der Bläuliche Salon, mit grünen, roten und blauen Stoffen an den Wänden behangen.
Der Mohamed Ali Salon wiederum ist eine großartige zeremonielle Empfangshalle. Die Dekoration erinnert an diejenige des berühmten Serail von Istanbul.
Der Weiße Salon wurde hingegen als offizieller königlicher Empfangsraum für Ehrengäste und Würdenträger konzipiert. Ein auffallender Wandteppich aus dem 18. Jahrhundert schmückt die zentrale Wand, während die Seitenwände von den Kopien einiger Kommoden aus dem 19. Jahrhundert geschmückt werden, die ursprünglich für das Schloss in Versailles entworfen wurden.
Beschließend ist der Suez Canal Room zu nennen, der ursprünglich ein offizieller Salon war und später von Khedive Abbas Helmi als zweiter Thronsaal verwendet wurde, ehe man ihn zum Büroraum des Präsidenten umbaute. Heute wird das Zimmer von drei großen Ölgemälden zum Gedenken an die Eröffnung des Suez-Kanals geschmückt, die dem Raum seinen allgemein bekannten Namen gaben.

### Haramlek-Flügel
Im Haramlek-Flügel sind die Räume der königlichen Familie arrangiert. Zum einen das königliche Apartment und die Königssuite, die von dem Architekten Verrucci entworfen und im Jahre 1929 eingerichtet wurden. Das Apartment besteht aus einem Eingangsbereich, einem Büro, einem Schlafzimmer, einem Badezimmer und einem Boudoir. An die Suite schließt sich, durch einen kleinen Vorraum getrennt, das Büro des Monarchen an, dessen Mittelpunkt ein Schreibtisch aus dem frühen 20. Jahrhundert bildet.
Die Queens Suite umfasst eine kleine Lobby, die zu einem quadratischen Salon mit einer neobarocken Kuppel in der Mitte und einem axial ausgerichteten Marmorkamin führt. An den Salon schließt sich ein kleines Büro an, das wiederum zum Schlafzimmer mit einem Himmelbett im Zentrum führt. Das Zimmer ist im Louis-XVI-Stil gehalten und wurde von Königin Farida und später von Königin Nariman, König Farouks zweiter Frau, bewohnt.
Die Byzantinische Kammer ist der Empfangsbereich des Haramlek-Flügels. Es ist räumlich in zwei benachbarte Einheiten unterteilt, die ein dreifacher, mit Marmor verzierter Säulengang trennt. Die Kammer ist überwiegend im byzantinischen Stil gehalten, der Elemente von neoislamischen, neogotischen und Art-Déco-Stilen enthält. In der Kammer befinden sich Mosaiken, die verschiedene Festlichkeiten thematisieren, sowie ein Kaskaden-Springbrunnen, der von orientalischen Tänzern flankiert wird.

## Museum

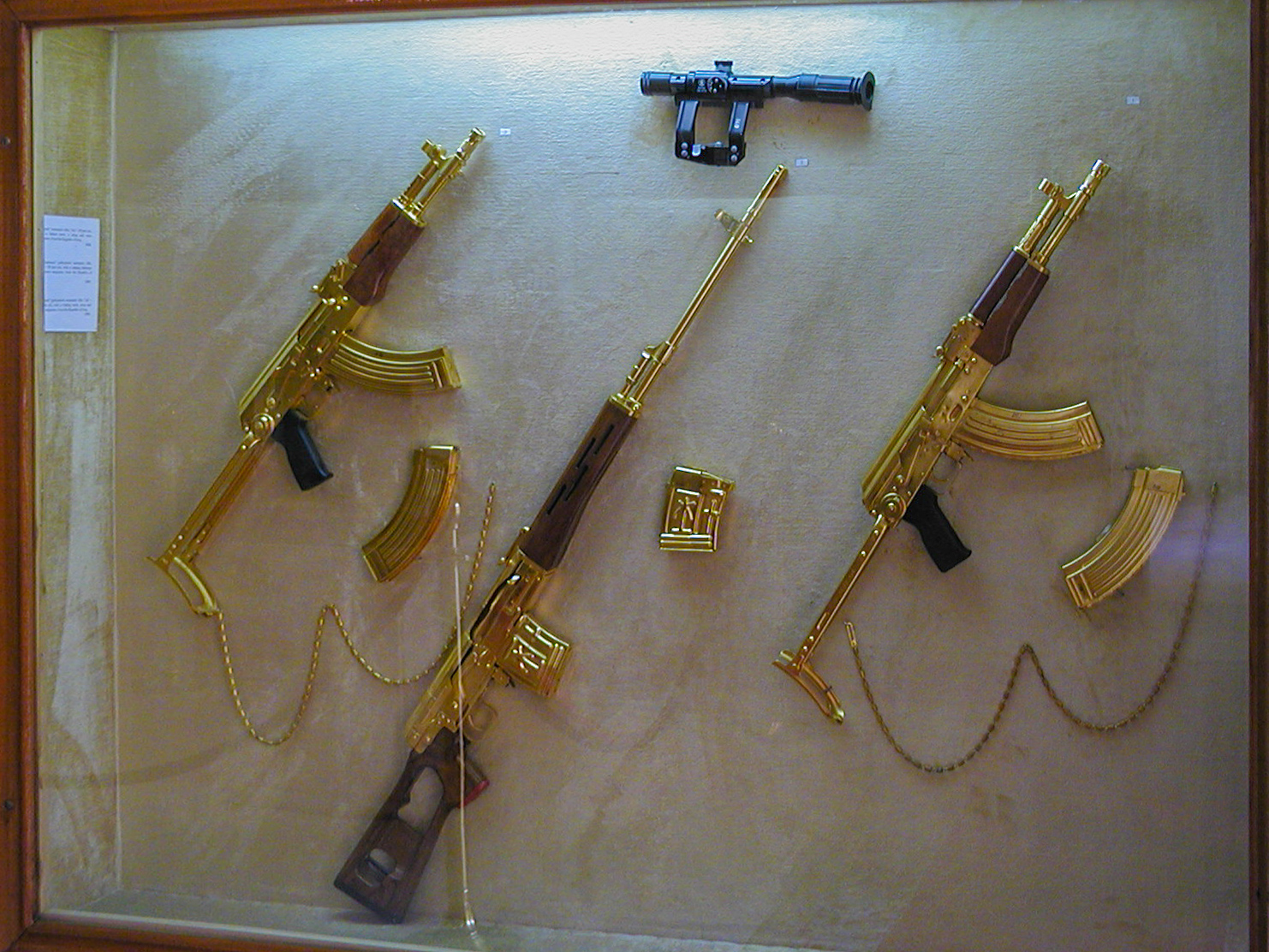
Kalaschnikows aus massivem Gold.

In den unteren Stockwerken des Palastes sind unterschiedliche Museen mit verschiedenen Ausstellungsräumen untergebracht. Die oberen Stockwerke, auf denen sich die ehemaligen Wohnräume der königlichen Familie befinden, sind jedoch für Besucher gesperrt und ausschließlich ausländischen Würdenträgern vorbehalten.
Die unteren Geschosse enthalten zum einen das Silbermuseum, in dem Sammlungen von Silberstücken, Porzellan- und Kristallgefäße wie auch eine Anzahl wertvoller Vasen zu sehen sind, die sich im Besitz der königlichen Familie befanden.
Im Waffenmuseum ist eine große Anzahl seltener Waffen verschiedener Art und Form ausgestellt. Einige von ihnen stammen aus dem 17. und 18. Jahrhundert, wie Handwaffen der Mamluken, wie auch einige osmanische und iranische Schlag- und Schusswaffen und Büchsen. Eine andere Sektion stellt Kampfäxte, Hämmer, Schwerter, Dolche, Yatagans (Türkische Säbel), Messer und Jagdwerkzeuge aus, die zum Teil vergoldet oder mit Korunden, Smaragden, Korallen, Türkisen oder anderen Edelsteinen verziert sind. Dieser Abschnitt umfasst ebenso Schilde, Rüstungen, Harnische, Rückenplatten, Helme, Handschuhe, Cuisses (mittelalterlicher Schenkelschutz), Schienbeinschützer und weitere Kampfgeräte, die aus dem 16. Jahrhundert stammen, sowie einige Kanonen amerikanischer und europäischer Herkunft.
Die Museumsräume der königlichen Familie zeigen einige spezielle königliche Besitztümer und Antiquitäten, darunter eine beeindruckende Sammlung kostbarer Jagdgewehre. In einer anderen Abteilung werden dem Besucher Orden, Auszeichnungen und Medaillen aus Europa, Asien, Afrika und den Vereinigten Staaten präsentiert.
Das Präsident-Mubarak-Museum wiederum bietet dem Besucher Briefe, die Präsident Mubarak von Bürgern, verschiedenen Organisationen und Behörden gesandt wurden. In diesem Museum sind zudem Besitztümer des ehemaligen Präsidenten und seiner Frau und dessen Waffensammlung zu besichtigen.
Ein neuer Museumsabschnitt, der historische Dokumente ausstellt, wurde im Januar 2005 eröffnet. Unter anderem enthält dieser den osmanischen Ferman, also das Dekret, das die Herrschaft von Muhammad Ali Pascha und seiner Familie begründet, sowie ein Zertifikat des Ordens der Eisernen Krone wie auch schriftliche Zeugnisse vom kurzlebigen südamerikanischen Königreich von Araukanien und Patagonien.